# Conseiller de la Cour
Le Conseiller de la cour  est une variété de poirier ancien.

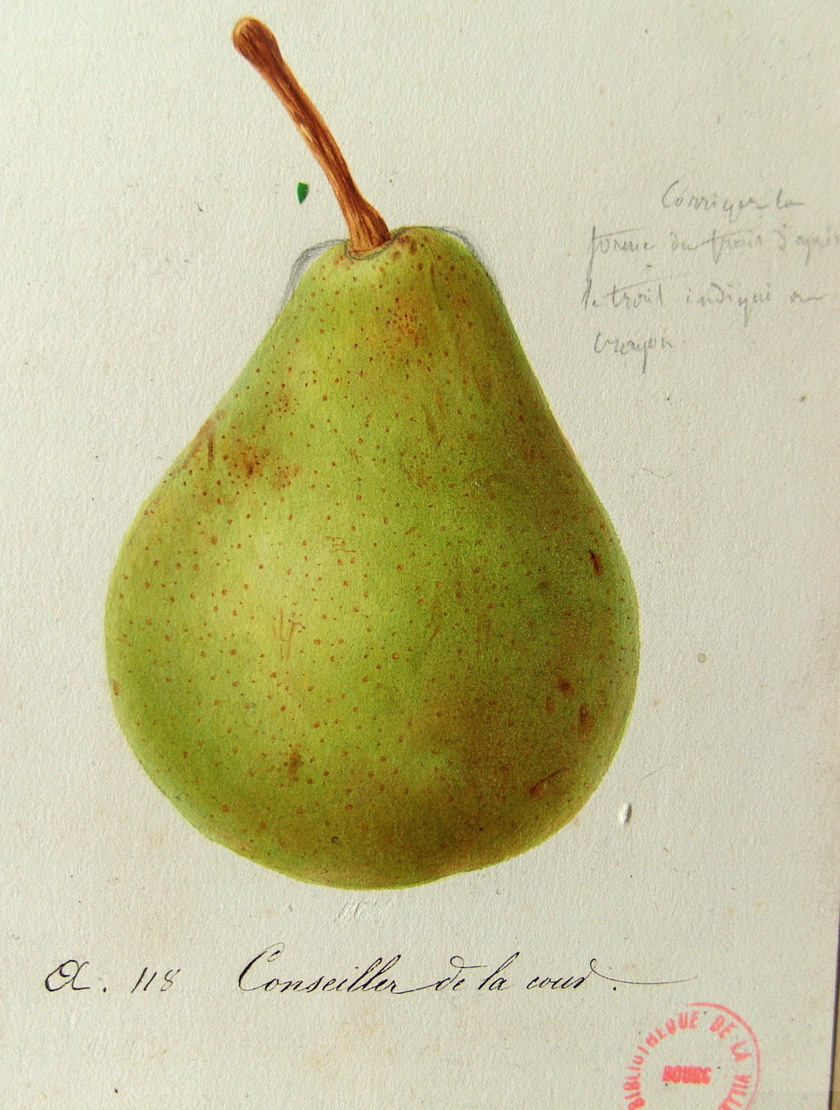
Conseiller de la Cour, aquarelle.

## Origine
La variété est obtenue par Jean-Baptiste Van Mons, en 1840, et dédiée par lui à son fils, conseiller à la Cour de Bruxelles (Belgique).

## Synonymie
- Conseiller à la Cour.
- Maréchal de la Cour.
- Duc d'Orléans[1].
- Hofratsbirne, en Allemagne

## Description

### Arbre
Rameaux assez forts, de moyenne longueur, un peu coudés, gris brun verdâtre à lenticelles gris blanc.
Les yeux sont gros, anguleux, pointus, écartés du rameau.
L'arbre peut être greffé sur cognassier et sur franc , il est généreux sur l'un et sur l'autre, plus promptement cependant sur cognassier. Le fruit est de bonne qualité dans les sols riches et légers. En terrain fort, froid ou humide, le fruit est astringent, acide, manque de saveur et de parfum.
Cette variété laisse beaucoup à désirer dans le Centre et le Midi , elle doit être cultivée de préférence dans le Nord, où sa résistance à la tavelure la fait apprécier.
Fruit d'amateur et de commerce dans le Nord.

### Fruit
La poire est assez grosse ou moyenne, turbinée, allongée et obtuse.
Épiderme rude, assez épais, vert jaunâtre, fortement ponctué de gris à l'insolation et lavé de fauve terne.
Pédicelle assez long, mince, arqué, implanté presque droit dans une petite cavité un peu bosselée.
Œil petit, ouvert, inséré dans une cavité régulière, peu profonde et assez large.
Chair blanche, mi fine, mi fondante, assez juteuse, assez sucrée, acidulée, parfois trop passablement parfumée.
Qualité assez bonne.
Maturité : octobre.